# Волтат
Волтат (на немски: Wohlthatmassiv; на английски: Wohlthat Mountains) е планински масив в Източна Антарктида, Земя кралица Мод, Бряг принцеса Астрид. Простира се от запад на изток между 71° и 72° ю.ш. на протежение от 200 km и между 10° и 16° и.д. на около 100 km. Максимална височина връх Цвайселберг 2970 m (71°43′ ю. ш. 12°08′ и. д. / 71.716667° ю. ш. 12.133333° и. д.), разположен в централната му част. Състои се от няколко хребета (Хумболт, Петерман 2970 m, Вайпрехт, Пайер 2680 m и др.) простиращи се в меридионално направление, между които на север се спускат големи планински ледници (Минен институт, Мушкетов и др.)
Планинският масив е открит и частично картиран на базата на направените аерофотоснимки от участниците в германската антарктическа експедиция (1938 – 39 г.) с ръководител Алфред Ричер, който я наименува в чест на Хелмут Волтат (1893 – 1982), висш държавен служител в германското министерство на икономиката, извършил организацията на експедицията. В периода 1960 – 61 г. и 1985 – 86 на базата на направените аерофотоснимки, съответно от съветски и индийски антарктически експедиции масивът е детайлно картирана.